# Javier Sota Nadal
Martín Javier Sota Nadal (n. Cusco, Perú, 26 de marzo de 1941) es un arquitecto, educador y político peruano. Fue rector de la Universidad Nacional de Ingeniería y Ministro de Educación del Perú. Actualmente tiene 84 años.

## Biografía
Estudió en la Facultad de Arquitectura, Urbanismo y Artes de la antigua Escuela de Ingenieros, graduándose de Arquitecto. Hizo estudios de posgrado en "Estudios de Prefabricación de Viviendas" en la Universidad Politécnica de Praga, Checoeslovaquia; y en "Urbanismo y Planificación" en la Universidad Nacional de Ingeniería (UNI).
Fue director general de la Oficina de Planificación de la CONAPS entre 1976 y 1980 y de la junta de administración del Fondo Nacional de Desarrollo de la Propiedad Social (1979).
En dos períodos (1984-1987 y 1987-1990) fue Decano de la Facultad de Arquitectura, Urbanismo y Artes de la Universidad Nacional de Ingeniería y posteriormente Rector de la misma también en dos periodos consecutivos (1989-1994 y 1994-1999). Siendo Presidente de la Asociación Colegiada de Universidades Públicas (1998-1999) y de la Asamblea Nacional de Rectores (1991-1992).
Es consultor del Banco Interamericano de Desarrollo (BID) en proyectos de apoyo a la innovación tecnológica. En 1996, fue uno de los rehenes de la toma de la residencia del embajador japones por parte del MRTA.

### Ministro de Educación
En febrero de 2004 fue nombrado Ministro de Educación por el presidente Alejandro Toledo.
En su gestión enfrentó la emergencia educativa con programas como "Un Perú que lee un país que cambia" y "Adopta una escuela" a través de colaboraciones de la empresa privada. Desarrolló el Proyecto "Huascarán" con el fin de impulsar el uso de las nuevas tecnologías de la información en la zonas rurales del país.
Creó la entidad "Promolibro" para implementar bibliotecas y proporcionar libros y textos escolares a las instituciones educativas promoviendo un plan de difusión de la lectura en la ciudadanía.
Permaneció en el Ministerio hasta julio de 2006.

## Premios y reconocimientos
- Gran Cordón de la Orden Alaouita, otorgada por su Majestad el Rey Mohammed VI
- Antorcha de Habich, de la Universidad Nacional de Ingeniería
- Doctor honoris causa de la Universidad Nacional de Ingeniería (agosto de 1999)
- Profesor Honorario de:
  - Universidad Nacional de Educación Enrique Guzmán y Valle-La Cantuta (mayo de 2004)
  - Universidad Nacional Toribio Rodríguez de Mendoza de Amazonas (abril de 2004)
  - Universidad Científica del Sur (marzo de 2001)
  - Universidad Nacional de Piura (mayo de 1999)
  - Universidad Privada de los Andes (junio de 1993)

## Publicaciones
- Universidad, Campus de Batalla (septiembre de 1993)

| Predecesor: Carlos Malpica Faustor | Ministro de Educación del Perú febrero de 2004 a 28 de julio de 2006 | Sucesor: José Antonio Chang |